# 1923 في المملكة المتحدة
فيما يلي قوائم الأحداث التي وقعت خلال عام 1923 في المملكة المتحدة.

## سياسة

### تعيين في المنصب
- 23 مايو – ستانلي بلدوين رئيس وزراء المملكة المتحدة.
- 25 مايو – روبرت سيسيل اللورد أمين الختم الكنيف [الإنجليزية]‏،اللورد أمين الختم الكنيف [الإنجليزية]‏.

### انتهاء فترة المنصب
- 22 مايو – أندرو بونار لو زعيم حزب المحافظين (المملكة المتحدة)، رئيس وزراء المملكة المتحدة، زعيم مجلس العموم [الإنجليزية]‏.
- 27 أغسطس – ستانلي بلدوين مستشار الخزانة.

## رياضة
- 1 يناير – بطولة ويمبلدون 1923

## ظهور
- 1 يناير – قضايا بوارو المبكرة كتاب من تأليف أجاثا كريستي.

## كتب
من الكتب التي صدرت هذه السنة في المملكة المتحدة:
- 1 يناير – جريمة في ملعب الغولف من تأليف أجاثا كريستي.

## مواليد

### يناير
- 22 يناير – ديانا دوغلاس

### فبراير
- 11 فبراير – أنطوني فلو
- 26 فبراير – جون ناي

### مارس
- 4 مارس – باتريك مور
- 29 مارس – جيف دوك

### أبريل
- 1 أبريل – بيل هارت لاعب كرة قدم من المملكة المتحدة.
- 4 أبريل – جون دي لوسون
- 12 أبريل – إدي تيرنبول لاعب ومدرب كرة قدم اسكتلندي.

### مايو
- 17 مايو – مايكل بيتهام
- 17 مايو – يوحنا بولس وايلد عالم فلك أسترالي.
- 24 مايو – جيوفان ماكينا

### يونيو
- 15 يونيو – ديفيد مورلي
- 15 يونيو – نينيان ستيفين

### يوليو
- 30 يوليو – مايكل شيبرد

### أغسطس
- 19 أغسطس – إدجار كود
- 29 أغسطس – ريتشارد أتينبورو

### سبتمبر
- 7 سبتمبر – بيتر لوفورد

### أكتوبر
- 2 أكتوبر – جاك دلال مصرفي بريطاني.
- 20 أكتوبر – بيلي تومسون
- 26 أكتوبر – روبرت هايند عالم حيوان من المملكة المتحدة.

### ديسمبر
- 12 ديسمبر – جون بولمان لاعب سنوكر من المملكة المتحدة.
- 14 ديسمبر – بلانش ليمكو فان جينكل مهندسة معمارية كندية.
- 14 ديسمبر – جانيت براون
- 15 ديسمبر – فريمان دايسون
- 19 ديسمبر – جوردون جاكسون

## وفيات

### فبراير
- 8 فبراير – برنارد بوزانكيت (مواليد 1848) فيلسوف من المملكة المتحدة.

### مارس
- 25 مارس – تشارلز عمانوئيل فورسيث ماجور (مواليد 1843)
- 27 مارس – جيمس ديوار (مواليد 1842)

### أبريل
- 1 أبريل – فريد غودوينس (مواليد 1891)
- 4 أبريل – ألفريد إدواردز (مواليد 1850) لاعب كرة قدم إيطالي.
- 4 أبريل – جون فن (مواليد 1834)
- 5 أبريل – اللورد كارنارفون (مواليد 1866)
- 8 أبريل – آرثر تشامبرز (مواليد 1846) ملاكم من المملكة المتحدة.

### يونيو
- 9 يونيو – هيلينا أوغستا فكتوريا (مواليد 1846) ممرضة من المملكة المتحدة.

### أغسطس
- 23 أغسطس – هرثا ماركس أيرتون (مواليد 1854)

### أكتوبر
- 13 أكتوبر – ويليام إدواردز (مواليد 1862)

### ديسمبر
- 2 ديسمبر – هنري هورشم غودوين أوستن (مواليد 1834)